# Kepler-66
Kepler-66 (KOI-1958), è una stella nana gialla presente nell'ammasso aperto NGC 6811, nella costellazione del Cigno, distante circa 4.100 anni luce dal sistema solare. La stella possiede un pianeta lievemente più piccolo di Nettuno, scoperto nel 2013.

## Sistema Planetario
| Pianeta | Massa | Raggio | Periodo orb.   | Sem. maggiore | Scoperta |
| ------- | ----- | ------ | -------------- | ------------- | -------- |
| b       | 15 M⊕ | 2,8 r⊕ | 17,8158 giorni | 0,1352 UA     | 2013     |